# Światowy Dzień Wirusowego Zapalenia Wątroby
Światowy Dzień Wirusowego Zapalenia Wątroby, WZW (ang. World Hepatitis Day, WHD) – święto obchodzone corocznie 28 lipca, w dzień urodzin Barucha Samuela Blumberga, który zidentyfikował wirusa zapalenia wątroby typu B.

## Historia
2003
26 października 2003, na konferencji w Kopenhadze, Biuro Europejskie Światowej Organizacji Zdrowia (WHO) ustaliło oficjalnie dzień 1 października  Światowym Dniem Świadomości WZW (ang. World Hepatitis Awareness Day, WHAD). 
2004
W 2004 – z inicjatywy stowarzyszeń (m.in. ELPA) pacjentów i cierpiących na schorzenia wątroby oraz zakażonych WZW C (ang. HCV) – ustanowiono Międzynarodowy Dzień Walki z Wirusowym Zapaleniem Wątroby typu C (WZW C).
2007
15 marca 2007 Parlament Europejski przyjął Pisemną Deklarację w sprawie WZW typu C.
2008
Od 2008 obchody WHAD odbywały się corocznie w dniu 19 maja.
W ten sposób WHO włączyło się do działań podejmowanych przez rzeszę pacjentów, którzy walczą z epidemią przewlekłych zapaleń wątroby (głównie z powodu HCV) w ramach międzynarodowego dnia walki z HCV.
2010
19 maja 2010 WHO formalnie uznało Światowy Dzień Wirusowego Zapalenia Wątroby. Organizacja przyjęła dzień obchodów – 28 lipca. Wirusowe zapalenie wątroby jest czwartą chorobą uznaną przez WHO (obok malarii, gruźlicy i HIV/AIDS), która otrzymuje wsparcie z jej strony – w celu podniesienia świadomości zdrowotnej społeczeństwa.

## Obchody
Każdego roku obchody odbywają się pod innym hasłem. Dotyczą zarówno wirusowego zapalenia wątroby typu B jak i C, D oraz typu E.
W Polsce znane są wszystkie 3 terminy obchodów:
- 19 maja[1]
- 28 lipca[2]
- 1 października[3]